# Tamara (1968)
Tamara ist ein deutscher Spielfilm aus dem Jahre 1967 von Hansjürgen Pohland mit dem Kameramann Petrus Schloemp in einer seiner wenigen Filmrollen sowie Wolfgang Preiss und Barbara Rütting.

## Handlung
Der junge Werbeexperte Hans Obuch fährt mit dem Zug von der Stadt Norden nach Hamburg und findet in einem Abteil eine tote junge Frau auf. Das Mädchen, von dem sich später herausstellen wird, dass sie an einer Vergiftung starb, hieß Tamara und kam ganz offensichtlich durch Gewalteinwirkung ums Leben. Ob Selbstmord oder Mord ist am Anfang noch nicht ganz klar. Erschüttert von ihrem trostlosen Ende, beginnt Obuch nun auf eigene Faust zu recherchieren und versucht, ihren Lebensweg aufzurollen. Dabei stößt er rasch auf Hindernisse und Schwierigkeiten, die ihm eine ebenso wohlhabende wie gutsituierte, „wohlanständige“ Familie einer Kleinstadt zu machen beginnt.
Diese von Wilhelm Bricks, dem Besitzer einer Schnapsfabrik, geführte Familie hat offenbar kein Interesse an der Aufklärung dieses mysteriösen Falls, obwohl oder vielleicht gerade weil Tamara, die aus Algerien kam, mit einem der Söhne des Hauses verlobt war. Zielgerichtet werden alle Hebel in Bewegung gesetzt, um Obuchs Ermittlungen zu torpedieren. Der von Obuch besuchte Mann, der einst Tamara gemalt hatte, ist wenig später tot. Bald ist auch Obuch, der sich jedoch nicht beirren lässt, in höchster Gefahr. Im Moor kommt es schließlich zum Showdown und der überraschenden Aufklärung von Tamaras grausamem Tod. Ein Sprecher auf dem Off erklärt am Ende schließlich, dass die Geschichte auf einem realen Fall beruhe, der unaufgeklärt geblieben sei.

## Produktionsnotizen
Die Dreharbeiten zu Tamara begannen am 3. Juni und endeten am 11. Juli 1967. Gedreht wurde in Norden und Umgebung, Norddeich und auf der Insel Norderney. Am 25. Januar 1968 lief der Film in den bundesdeutschen Kinos (Premiere in Oldenburg) an.
Tamara-Darstellerin Judith Topf, die nur ganz kurz im Bild erscheint, war bei diesem Film primär als Makeup-Künstlerin angestellt. Jürgen Jürges assistierte Chefkameramann Robert van Ackeren. Produzent und Regisseur Pohland übernahm auch die Produktionsleitung.
Der Autor der Romanvorlage, Hansjörg Martin, erhielt eine Nebenrolle als Lokalreporter.

## Kritiken
„Ein atmosphärisch dichter Kriminalfilm mit dokumentarisch eingearbeiteten zeit- und sozialkritischen Bezügen.“

„Pohlands Hauptinteresse galt wohl dem zeit- und gesellschaftskritischen Hintergrund des Stoffes. (…) Der Film wurde wenig beachtet und Pohland in der von ‚Katz und Maus‘ an üblichen Art abgekanzelt, samt der Unterstellung statt auf Sozialkritik nur auf Krawall aus zu sein: ‚Schade, daß Filmer, die man anfangs zu den jungen Deutschen gerechnet hat, deren Unbeholfenheit man als Anfangsnöte übersah, resultierend auch aus einer Diskrepanz zwischen Anspruch und Können, nun schnell dem spekulativen Kino verfallen.‘ (Film, März 1968).“